# Gymnophthalmidae
Gymnophthalmidae é uma família de répteis escamados pertencentes à subordem Sauria.

## Géneros
- Alopoglossus
- Amapasaurus
- Anadia
- Anotosaura
- Argalia
- Arthrosaura
- Aspidolaemus
- Arthroseps
- Bachia
- Calyptommatus
- Cercosaura
- Colobodactylus
- Colobosaura
- Colobosauroides
- Echinosaura
- Ecpleopus
- Euspondylus
- Gymnophthalmus
- Heterodactylus
- Iphisa
- Leposoma
- Macropholidus
- Micrablepharus
- Neusticurus
- Nothobachia
- Ophiognomon
- Opipeuter
- Pantodactylus
- Pholidobolus
- Placosoma
- Prionodactylus
- Procellosaurinus
- Proctoporus
- Psilophthalmus
- Ptychoglossus
- Riolama
- Stenolepis
- Teuchocercus
- Tretioscincus
- Vanzosaura